# Nilssoniopteris
Nilssoniopteris ist eine Gattung, in der Blattfossilien zusammengefasst werden (Morphotaxon). Sie werden in die Nähe der Bennettitales gestellt.

## Merkmale
Die Blätter sind bandförmig und gestielt. Die Blattspreite ist ungeteilt, gelappt oder zerteilt. Sie setzt seitlich oder an der Oberseite der Rhachis an. Die Blattadern sind einfach oder gegabelt. Die Stomata sind syndetocheilisch. Die antiklinen Zellwände der Blatt-Epidermis sind meist gewellt, bei manchen triassischen Formen auch gerade. Viele Vertreter sind ganzrandig.
Gefiederte Blätter werden traditionell in die Gattung Anomozamites gestellt. Deren Anatomie ist allerdings weitgehend unbekannt. Es gibt zudem Fossilien, die morphologisch zwischen Anomozamites und Nilssoniopteris vermitteln. Mehrere Autoren haben daher vorgeschlagen, alle Blattfossilien, die entweder gefiedert sind oder ganzrandig und bandförmig, und die syndetocheilische Stomata besitzen, in die Gattung Nilssoniopteris zu stellen.

## Geographische und zeitliche Verbreitung
Nilssoniopteris ist ein häufiges Element in jurassischen Floren von beispielsweise Schweden, Großbritannien, Iran, Afghanistan, China und Grönland. Selten sind sie in Nordamerika. Blattfossilien, die der Gattung ähneln, sind auch aus Trias und Jura der Südhemisphäre bekannt. Ihre Anatomie ist allerdings unbekannt, ihre systematische Zuordnung daher unsicher.

## Belege
- Thomas N. Taylor, Edith L. Taylor, Michael Krings: Paleobotany. The Biology and Evolution of Fossil Plants. 2. Auflage. Academic Press, Amsterdam u. a. 2009, ISBN 978-0-12-373972-8, S. 691–693.